# العلاقات البيروية اليمنية
العلاقات اليمنية البيروفية هي العلاقات الثنائية التي تجمع بين اليمن وبيرو.

## مقارنة بين البلدين
هذه مقارنة عامة ومرجعية للدولتين:
| وجه المقارنة                                              | اليمن                   | بيرو                                   |
| --------------------------------------------------------- | ----------------------- | -------------------------------------- |
| المساحة (كم2)                                             | 555.00 ألف              | 1.29 مليون                             |
| عدد السكان (نسمة)                                         | 28.25 مليون             | 32.16 مليون                            |
| الكثافة السكانية (ن./كم²)                                 | 50.9                    | 24.93                                  |
| العاصمة                                                   | صنعاء عدن (عاصمة مؤقتة) | ليما                                   |
| اللغة الرسمية                                             | اللغة العربية           | اللغة الإسبانية، اللغة الأيمرية، كتشوا |
| العملة                                                    | ريال يمني               | سول بيروفي جديد                        |
| الناتج المحلي الإجمالي (بليون دولار)                      | 18.21 مليار             | 211.39 مليار                           |
| الناتج المحلي الإجمالي (تعادل القوة الشرائية) بليون دولار | 75.69 مليار             | 393.13 مليار                           |
| الناتج المحلي الإجمالي الاسمي للفرد دولار أمريكي          | 1.41 ألف                | 6.03 ألف                               |
| الناتج المحلي الإجمالي للفرد دولار أمريكي                 |                         | 11.99 ألف                              |
| مؤشر التنمية البشرية                                      | 0.498                   | 0.740                                  |
| رمز المكالمات الدولي                                      | +967                    | +51                                    |
| رمز الإنترنت                                              | .ye                     | .pe                                    |
| المنطقة الزمنية                                           | ت ع م+03:00             | توقيت بيرو، 00                         |

## منظمات دولية مشتركة
يشترك البلدان في عضوية مجموعة من المنظمات الدولية، منها:
| علم المنظمة | اسم المنظمة                                                | تاريخ انضمام اليمن | تاريخ انضمام بيرو |
| ----------- | ---------------------------------------------------------- | ------------------ | ----------------- |
|             | يونسكو                                                     | 2 أبريل 1962       | 21 نوفمبر 1946    |
|             | مؤسسة التمويل الدولية                                      | 22 مايو 1970       | 20 يوليو 1956     |
|             | المركز الدولي لتسوية المنازعات الاستشارية                  | 20 نوفمبر 2004     | 8 سبتمبر 1993     |
|             | منظمة حظر الأسلحة الكيميائية                               | ?                  | ?                 |
|             | مؤسسة التنمية الدولية                                      | 22 مايو 1970       | 30 أغسطس 1961     |
|             | وكالة ضمان الاستثمار متعدد الأطراف                         | 12 مارس 1996       | 2 ديسمبر 1991     |
|             | الاتحاد البريدي العالمي                                    | ?                  | ?                 |
|             | الاتحاد الدولي للاتصالات                                   | 1931               | 12 يوليو 1915     |
|             | منظمة الشرطة الجنائية الدولية                              | ?                  | ?                 |
|             | الأمم المتحدة                                              | 30 سبتمبر 1947     | 31 أكتوبر 1945    |
|             | البنك الدولي للإنشاء والتعمير                              | 3 أكتوبر 1969      | 31 ديسمبر 1945    |
|             | العملية المشتركة للاتحاد الأفريقي والأمم المتحدة في دارفور | ?                  | ?                 |

## وصلات خارجية
- موقع وزارة الخارجية البيروفية